# 安和镇
安和镇，是中华人民共和国广西壮族自治区桂林市全州县下辖的一个乡镇级行政单位。原为安和乡，2014年改为镇建制。

## 行政区划
安和镇下辖以下地区：
安和村、六合村、平岗村、四所村、水架村、广塘村、青龙山村、大广塘村、文塘村、江明村、大塘村、太平村、聚贤村和白岩村。